# 자유마
자유마는 말 그대로 자유자재로 달리는 말이다.
말의 질주습성이 뚜렷하지 않아 선행, 선입, 추입 등을 가리지 않고 경주에 따라, 기수에 따라 변화무쌍한 경주를 전개한다.